# 严桥镇 (无为市)
严桥镇，是中华人民共和国安徽省芜湖市无为市下辖的一个乡镇级行政单位。

## 行政区划
严桥镇下辖以下地区：
严桥社区、响山社区、尚礼社区、俞琳村、衖口村、辉勇村、明堂村、古楼村、象山村、湖塘村、牌楼村、龙林村、平定村、走马村、福泉村、福民村、沈斌村和龙场村。